# 審判用具
審判用具（しんぱんようぐ）とは、スポーツの試合を裁く上で審判員が所持、または着用する用具。

## 野球とソフトボール
- 球審はマスク、インサイドプロテクター（特にアマチュア野球においては数年前までアウトサイドプロテクター）、インジケーター、ボール袋、刷毛、球審用の審判靴。
- 塁審は刷毛とインジケーター、塁審用の審判靴のみ。

## サッカー
- 主審はイエロー・レッドカード、コイン、腕時計、笛、記録用具。グリーンカードを所持する場合もある。
- 副審（線審）はフラッグなど。
- 第4の審判員（予備審判）は、選手交代・ロスタイム表示用ボード。
- 試合によって、審判員は連絡を取り合うためにマイクとイヤホンを着用する。

## ラグビー
- 主審は笛、ゼブラカード。
- 線審はフラッグ。

## バレーボール
- 主審 副審とも笛。
- 線審はフラッグのみ。